# Apanteles discretus
Apanteles discretus är en stekelart som beskrevs av Szepligeti 1914. Apanteles discretus ingår i släktet Apanteles och familjen bracksteklar. Inga underarter finns listade i Catalogue of Life.